# Infanta Alicia, Ducesă de Calabria
Infanta Alicia, Ducesă de Calabria (născută: Prințesă de Bourbon-Parma; Alicia Maria Teresa Francesca Luisa Pia Anna Valeria; n. 13 noiembrie 1917 - d. 28 martie 2017) a fost fiica Ducelui Elias de Parma și Piacenza și a soției acestuia, Arhiducesa Maria Anna de Austria. Alicia a fost Ducesă de Calabria prin căsătoria cu Infantele Alfonso, Duce de Calabria (1901–1964). Din anul 1936 ea a fost infantă a Spaniei. S-a născut la Viena, Austria.

## Biografie
Infanta Alicia este moștenitoarea tronului regatului Navarei dacă este urmată legea succesiunii tradiționale (dreptul primogeniturii masculine) potrivit website-ului oficial al fiului ei.
Dacă Franța adoptă dreptul primogeniturii înainte de moartea lui Henri, conte de Chambord, ea ar fi de asemenea actualul pretendent la tronul Franței. Această linie ar fi urmată de sora mai mare a contelui de Chambord, Louise Marie Thérèse d'Artois, mama lui Robert I, Duce de Parma, tatăl lui Elias, Duce de Parma, tatăl infantei Alicia.
Ca moștenitoare generală a regelui Ludovic al XIV-lea al Franței și a reginei Maria Tereza a Spaniei, infanta Alicia este, de asemenea, descendenta vechilor regi ai regatului Castiliei, Aragonului, Două Sicilii. Astfel, fiul ei infantele Carlos, Duce de Calabria va fi la moartea ei, nu numai reprezentantul direct genealogic al regelui Ferdinand I al celor Două Sicilii, dar și a celei mai lungi dinastii domnitoare din Neapole și Sicilia, care a condus Sicilia din 1282 și Neapole din 1442 până la 1700.
Dacă căsătoria Mariei Beatrice de Savoia cu unchiul ei este considerată ilegală, atunci Alicia ca moștenitoare a următoarei surori a Mariei Beatrice ar fi pretendenta iacobită la tronul Angliei, Scoției, Franței și Irlandei. Totuși, legea engleză și scoțiană din 1688 stabișește că mariajele contractate în afara regatelor nu sunt contestate dacă au fost legale în propriile țări; deci pretenția Aliciei este slabă.

### Căsătorie și copii
Alicia s-a căsătorit cu Infantele Alfonso, Duce de Calabria (30 noiembrie 1901 - 3 februarie 1964), vărul ei de gardul doi și cel mai mare fiu al Prințului Carlos de Bourbon-Două Sicilii și a soției acestuia, Mercedes, Prințesă de Asturia, la 16 aprilie 1936 la Viena, Austro-Ungaria. Alicia și Alfonso au trei copii:
- Prințesa Teresa de Bourbon-Două Sicilii (n. 6 februarie 1937), căsătorită cu Inigo Moreno y Artega, marchiz de Laula la 16 aprilie 1961 la Madrid, Spania; au șapte copii
- Infantele Carlos, Duce de Calabria (n. 16 ianuarie 1938), căsătorit cu Prințesa Anne de Orléans la 12 mai 1965 la Dreux, Franța; au cinci copii
- Prințesa Inés Maria de Bourbon-Două Sicilii (n. 18 februarie 1940), căsătorită cu Don Luis de Morales y Aguado la 21 ianuarie 1965 la Madrid, Spania; au cinci copii